# Артилерійські обстріли у Жовтому морі
Артилерійські обстріли у Жовтому морі — військовий інцидент, який відбувся 23 листопада 2010 року у Жовтому морі, коли південнокорейська артилерія з південнокорейського острову Йонпхьондо обстріляла спірні між КНДР та РК води. Північнокорейські збройні сили з північнокорейських міст Кемьорі й Мудо випустили снаряди по військовому табору РК і селу, які знаходились на острові Йонпхьондо. Південнокорейські збройні сили обстріляли з самохідних гаубиць K9 прибрежні військові бази КНДР у містах Кемьорі та Мудо.
У результаті артилерійських обстрілів були вбиті двоє південнокорейських морських піхотинців і двоє цивільних осіб, поранення отримали більше десятка морських піхотинців і кілька місцевих мешканців. Це перша артилерійська перестрілка між Кореями з 1970 року.

## Передісторія

Спірна морська межа між Корейською Народно-Демократичною Республікою та Республікою Корея у Жовтому морі. А. Північна розмежувальна лінія (ПРЛ). Б. Морська розмежувальна лінія (МРЛ). 1. Острів Йонпхьондо. 2. Острів Пенньондо. 3. Острів Дечхон та острів Сочхон. 4. Острів Йончон (Інчхонський міжнародний аеропорт). 5. Сеул. 6. Інчхон. 7. Хеджу. 8. Кесон. 9. Повіт Канхва. 10. Букдо-мьон. 11. Дьокчйок-мьон. 12. Чжауол-мьон. 13. Йонхюн-мьон.

30 серпня 1953 року командування багатонаціональними силами ООН встановило північну розмежувальну лінію (ПРЛ), яка визначала морський кордон між Республікою Корея та Корейською Народно-Демократичною Республікою, яку не визнала Північна Корея. У 1999 році КНДР запровадила морську розмежувальну лінію (МРЛ), яка визначала морський кордон між Північною Кореєю та Південною Кореєю, яку не визнала РК.
Зіткнення у спірних водах між КНДР та РК у 1999 та 2002 роках призвели до жертв з обох боків. Зіткнення траплялися особливо під час лову крабів.
За день до інциденту Південна Корея заявила про те, що розглядає питання про розміщення американської тактичної ядерної зброї на своїй території у відповідь на ядерну програму КНДР

## Причини артилерійських обстрілів
23 листопада 2010 року, згідно Верховному Командуванню Корейської Народної Армії Корейської Народно-Демократичної Республіки, артилерійські обстріли між Північною Кореєю та Південною Кореєю відбулися під час проведення південнокорейсько-американських військових навчань «Хогук». За словами Об'єднаного Комітету Начальників Штабів Республіки Корея, Північна Корея з приводу військових навчань «Хогук» відправила факсом в Південну Корею повідомлення, в якому заявила, що КНДР не буде «просто сидіти склавши руки, поки Південь проводить навчання з живим вогнем». Згідно міністру національної оборони Республіки Корея Кім Тхе Йону, попередження від Корейської Народно-Демократичної Республіки з приводу військових навчань «Хогук», котре було відправлене РК, було відхиллено, оскільки навчання південнокорейської морської піхоти, які становили частину щомісячного навчання підрозділу, не були пов'язані з військовими навчаннями «Хогук». У військових навчаннях «Хогук» брало участь 70 000 військових, 500 літаків, 90 вертольотів, 50 військових кораблів та 600 гусеничних машин збройних сил РК і 31-й експедиційний підрозділ морської піхоти та 7-а військово-повітряна армія збройних сил Сполучених Штатів Америки.
Північна Корея у свою чергу заявила, що під час ранкових навчань 23 листопада південнокорейським «маріонетковим флотом» була обстріляна їхня територія. Однак пізніше, заступник міністра оборони Південної Кореї повідомив, що хоч тестові постріли і були проведені біля кордонів, але в жодному разі не порушували його.

## Артилерійські обстріли

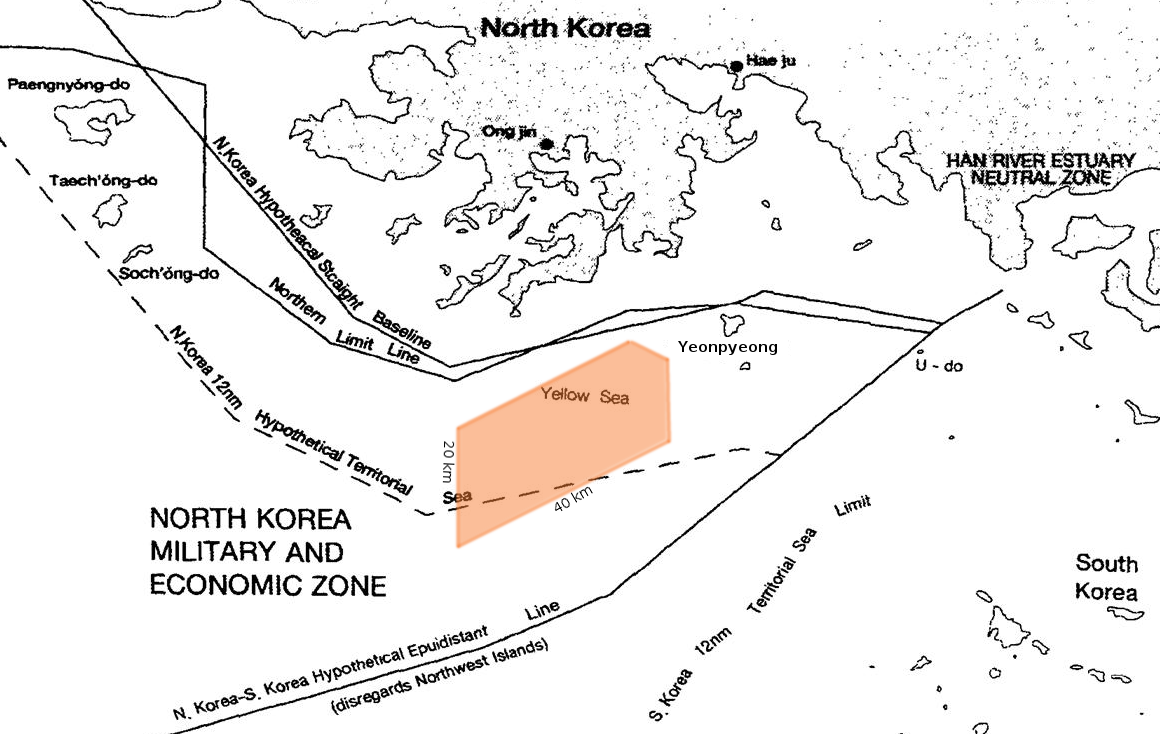
Місце південнокорейських артилерійських обстрілів Жовтого моря 40 кілометрів на 20 кілометрів по відношенню до північної розмежувальної лінії (ПРЛ) й морської розмежувальної лінії (МРЛ)

23 листопада 2010 року з 13:00, за словами північнокорейського Верховного Командування Корейської Народної Армії, південнокорейські військові випустили десятки снарядів в територіальні води Корейської Народно-Демократичної Республіки з південнокорейського острову Йонпхьондо. Згідно південнокорейському міністру національної оборони Кім Тхе Йону, військові Республіки Корея здійснили артилерійський обстріл територіальних вод РК з південнокорейського острову Йонпхьондо.
23 листопада 2010 року з 14:34 до 14:55 і з 15:10 до 15:41, згідно Об'єднаного Комітету Начальників Штабів Республіки Корея, збройні сили Корейської Народно-Демократичної Республіки випустили снаряди по військовому табору РК і по селу, котрі біли розташовані на південнокорейському острову Йонпхьондо, з міст Кемьорі та Мудо (повіт Кангрьон, провінція Хванхедо, Північна Корея).
Згідно з представником південнокорейського Об'єднаного Комітету Начальників Штабів, збройні сили Республіки Корея відкрили артилерійський вогонь з самохідних гаубиць K9 по прибережних військових базах Корейської Народно-Демократичної Республіки в містах Кемьорі та Мудо. З шести гаубиць K9 було використано тільки три, тому що дві були пошкоджені артилерійським вогнем Північної Кореї, і одна не змогла відразу вистрелити, тому що була заблокована північнокорейським снарядом, що не розірвався.

## Наслідки

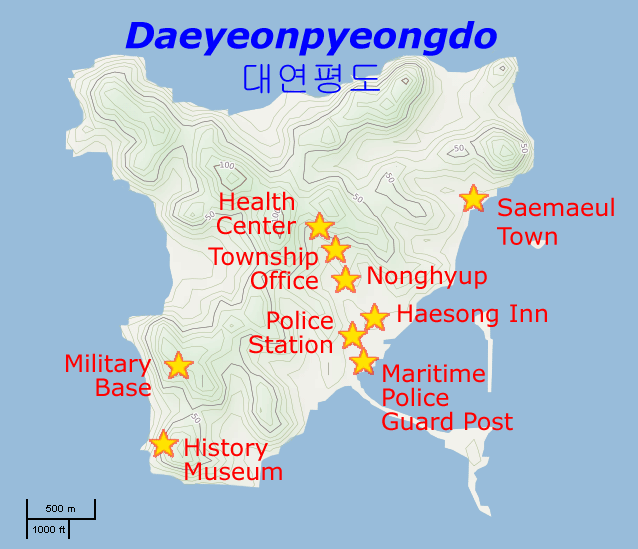
Об'єкти на острові Йонпхьондо, постраждалі внаслідок атаки північнокорейської артилерії.

Унаслідок північнокорейських артилерійських обстрілів південнокорейського острова Йонпхьондо було вбито двох і поранено більше десятка південнокорейських морських піхотинців. Також загинули двоє цивільних осіб. Цивільні і військові об'єкти, що потрапили в зону ураження, охопила сильна пожежа.
Військові евакуювали населення в бункери або за межі острова, а також перевели на військову базу острова кілька винищувачів F-16.
У результаті обстрілу острова було вбито двоє військових, важко поранені шестеро і десять залишилися з незначними травмами. Також було вбито двоє цивільних (будівельні робітники) і поранено троє. У зоні ураження почалися пожежі. Лі Хонг Гі заявив на прес-конференції про те, що КНДР могла понести значні жертви після артобстрілу.
Атака вплинула на фінансовий ринок, деякі азійські валюти ослабли по відношенню до долара і євро, впали фондові ринки Азії. Банк Кореї скликав екстрену нараду для оцінки впливу бойових дій на ринок.
Південна Корея заборонила в'їзд своїм громадянам у КНДР і приступила до евакуації своїх громадян з КНДР. Також влада Південної Кореї пішла на безпрецедентний крок — скасування поставок продовольства постраждалим від серпневої повені 2010 року в КНДР.
Світова громадськість висловила надію, що збройний конфлікт на цьому буде завершено, і поклала відповідальність за перестрілку на КНДР.
Північнокорейська сторона обіцяє продовжити обстріл, якщо вважатиме свої морські кордони порушеними і покладає відповідальність на новий виток ескалації напруженості на Сполучені Штати.
Президент Південної Кореї Лі Мьон Бак доручив військовим атакувати ракетні бази КНДР поблизу артилерійських баз у випадку повторного загострення ситуації. Через деякий час після інциденту Південна Корея також ухвалила рішення посилити війська на кордоні та змінила стратегію реагування на загрози з боку КНДР. Якщо раніше вона була спрямована на запобігання конфлікту будь-якими засобами, то тепер Південна Корея буде діяти в залежності від належності об'єкта нападу — військового або цивільного. Також збільшено військовий бюджет Південної Кореї «щоб впоратися з асиметричними загрозами з боку Північної Кореї».
Південна Корея не стала відміняти чергові спільні навчання з США, початок яких призначено на 28 листопада за участю американського авіаносця George Washington, який прибув з Японії після атаки.
27 листопада в Сеулі пройшла акція, що вимагає від влади жорсткіше покарати Північну Корею, в ній взяли участь тисячі людей.